# 사가 신문
사가 신문(일본어: 佐賀新聞 / さがしんぶん)은 사가현에서 발행되는 일간지이다. 1884년 8월 1일에 창간하였다. 본사는 사가현 사가시 덴진3정목2번23호에 위치하고 있다.